# Hensenanthula dactylifera
Espèce
Hensenanthula dactylifera est une espèce de cnidaires de la famille des Botrucnidiferidae.

## Systématique
Le nom valide complet (avec auteur) de ce taxon est Hensenanthula dactylifera Van Beneden, 1897.